# Raionul Reșetîlivka, Poltava
Reșetîlivka (în ucraineană Решетилівський район, transliterat: Reșetîlivskîi raion) este un raion în regiunea Poltava, Ucraina. Reședința sa este așezarea de tip urban Reșetîlivka.

## Demografie
Componența lingvistică a raionului Reșetîlivka
     Ucraineană (96,38%)
     Rusă (2,72%)
     Alte limbi (0,63%)
Conform recensământului din 2001, majoritatea populației raionului Reșetîlivka era vorbitoare de ucraineană (96,38%), existând în minoritate și vorbitori de rusă (2,72%).